# Daingean
Daingean (irisch An Daingean, „die Festung“) ist eine Kleinstadt im County Offaly in der Mitte von Irland. Sie ist nicht zu verwechseln mit Daingean Uí Chúis (Dingle) im County Kerry. Bei der Volkszählung 2022 hatte sie 1223 Einwohner (gegenüber 641 im Jahr 1991).

## Geschichte
Daingean (älter Daingean Ó bhFailghe) hat seinen Namen von einer Festung des O’Conor Faly (Ó Conchobhair Failghe). 
Im Jahre 1556 wurde die Stadt als Verwaltungssitz des neu geschaffenen King’s County im Rahmen der englischen Besiedlung Irlands durch Mary Tudor gegründet und bekam den Namen Philipstown nach ihrem Ehemann, dem spanischen König Philipp II. Im Jahre 1833 wurde Philipstown als Verwaltungssitz von Tullamore abgelöst und hat seitdem keine größere Bedeutung mehr.
Nach der Gründung des Irischen Freistaats wurden 1922 King’s County in Offaly und Philipstown in Daingean umbenannt.

## Lage und Verkehrsanbindung
Daingean liegt am Grand Canal, der Dublin mit dem Shannon verbindet. Dieser wurde um 1800 gebaut, hat aber schon sehr lange keine kommerzielle Bedeutung und wird lediglich für Freizeitaktivitäten genutzt.
Der nächstgelegene Bahnhof ist circa 17 km entfernt in Tullamore.
Die Regionalstraße R402 von Edenderry nach Tullamore führt durch den Ort. Die staatliche irische Busgesellschaft Bus Éireann fährt Daingean zurzeit (April 2021) nicht an; es gibt jedoch eine kleinere Busgesellschaft, die mehrmals täglich den Ort mit Dublin (über Tullamore) verbindet.
In den irischen Midlands, wo auch Daingean liegt, befindet sich das große Gebiet des Bog of Allen, ein Hochmoor, das bis vor kurzer Zeit durch intensiven Torfabbau wirtschaftlich genutzt wurde. Dabei wurde 2003 in der Nähe der Old-Croghan-Mann, eine eisenzeitliche Moorleiche, gefunden.

## Persönlichkeiten
- Charles Beresford, 1. Baron Beresford (1846–1919) wurde in Philipstown geboren; er gilt als Personifikation des John Bull.